# Circuit du Sud-Ouest
Ne doit pas être confondu avec Tour du Sud-Ouest ou Circuit des monts du sud-ouest.
Le Circuit du Sud-Ouest (ou Omloop van het Zuidwesten en néerlandais) est une course cycliste belge, disputée de 1964 à 1982 à Hulste (Harelbeke) dans la province de Flandre-Occidentale.

## Palmarès
| Année | Vainqueur               | Deuxième               | Troisième         |
| ----- | ----------------------- | ---------------------- | ----------------- |
| 1964  | Gustaaf Van Vaerenbergh | Walter Boucquet        | Robert Seneca     |
| 1965  | Walter Godefroot        | Willy Bocklant         | Hubert Criel      |
| 1966  | Leopold Van den Neste   | Ludo Vandromme         | Jaak De Boever    |
| 1967  | Emile Coppens           | Bruno Janssens         | Jérôme Kegels     |
| 1968  | Daniel Van Ryckeghem    | Willy Van Neste        | André Hendryckx   |
| 1969  | Noël Vantyghem          | Christian Callens (nl) | Jean-Marie Sohier |
| 1970  | Herman Vanspringel      | Georges Van Coningsloo | Etienne Sonck     |
| 1971  | Roger De Vlaeminck      | Jean-Pierre Monseré    | Alain Santy       |
| 1972  | Jozef Abelshausen       | Dirk Baert             | Fernand Hermie    |
| 1973  | Roger De Vlaeminck      | Gustaaf Hermans        | Victor Van Schil  |
| 1974  | Bernard Draux           | Eddy Verstraeten       | Roger Rosiers     |
| 1975  | Richard Bukacki         | José Vanackere         | Eddy Van Hoof     |
| 1976  | Jean-Luc Vandenbroucke  | Ronan De Meyer (nl)    | José Vanackere    |
| 1977  | Jos Schipper            | Eddy Vanhaerens        | Marcel Tinazzi    |
| 1978  | Dirk Wayenberg          | Gery Verlinden         | Frank Hoste       |
| 1979  | Willem Peeters          | Jean-Luc Vandenbroucke | Carlos Cuyle      |
| 1980  | Patrick Sercu           | Dirk Gilbert           | Charles Jochums   |
| 1981  | Benny Van Brabant       | Danny Ameloot          | Bert Pronk        |
| 1982  | Alain Van Hoornweder    | Luc Colijn             | Gérard Blockx     |